# Uncaria yunnanensis
Uncaria yunnanensis là một loài thực vật có hoa trong họ Thiến thảo. Loài này được K.C.Hsia miêu tả khoa học đầu tiên năm 1982.